# Leppäsaari (ö i Birkaland, Tammerfors, lat 61,30, long 24,10)
Leppäsaari är en ö i Finland.   Den ligger i kommunen Pälkäne i den ekonomiska regionen Tammerfors och landskapet Birkaland, i den södra delen av landet, 130 km norr om huvudstaden Helsingfors.